# Lakshya
Lakshya (tłumaczenie: Cel, inne tytuły – ang. Objective, niem. Mut zur Entscheidung) – indyjski dramat wojenny z wątkiem miłosnym wyreżyserowany w 2004 roku przez Farhan Akhtara. W rolach głównych Hrithik Roshan, Preity Zinta, Amitabh Bachchan, Om Puri i Boman Irani. Film jest fikcją opartą na historycznych faktach związanych z walkami o Kargil, z bitwą, która rozegrała się między Pakistanem i Indiami w 1999 roku w górach w stanie Dżammu i Kaszmir na granicy między obu państwami. Film zaprezentowano na Międzynarodowym Festiwalu Filmowym w Marrakeszu w Maroku. Tematem filmu jest przemiana człowieka, jego odnalezienie celu w życiu i dorastanie do odpowiedzialności.

## Fabuła
W 1947 roku podczas podziału Indii dokonanego przez Brytyjczyków, tuż przed opuszczeniem przez nich okupowanego dotychczas kraju, rodzina Shergill zmuszona została do ucieczki z Lahaur. Przyzwyczajeni do życia w pałacu, musieli odnaleźć się w 1-pokojowym mieszkaniu. Ojciec z pasją rzucił się w pracę przysięgając sobie, że jego dzieci nie zaznają biedy i zmienności losu. Teraz ma on dwóch synów. Udash zaangażował się z nim w prowadzenie biznesu rodzinnego, więc Karan (Hrithik Roshan) spokojnie może się oddawać próżniactwu. Czas wypełnia mu flirtowanie ze studentką Romilą Dutta (Preity Zinta) i włóczenie się z kumplami. Flirt zmienia się w miłość i marzenie o poślubieniu dziewczyny. Pierwszy raz Karan, żyjący dotychczas dniem dzisiejszym, myśli o przyszłości. Oglądając film akcji z Arnoldem Schwarzeneggerem postanawia, ku zaskoczeniu rodziny, złożyć papiery do szkoły wojskowej. Trening okazuje się bardzo wyczerpujący i Karan poddaje się. Ucieka z powrotem do domu, do roli rozleniwionego beniaminka. Jego rodzina czuje się zawiedziona. Romila jest tak rozczarowana jego słabością, że odchodzi od niego. Upokorzony Karan decyduje się wrócić do szkoły wojskowej, aby udowodnić ojcu (Boman Irani) i dziewczynie, że może się stać silnym, zdecydowanym mężczyzną. Tym razem udaje mu się zakończyć szkolenie i zostaje przydzielony do trzeciego pendżabskiego pułku pod dowództwem pułkownika Sunila Damle (Amitabh Bachchan), który stacjonuje w Kaszmirze. Zaczyna się wojna z Pakistanem. Po ataku Pakistańczyków na drogę "National Highway 1A" w rejonie Kargilu zadaniem jednostki porucznika Karana jest zdobyć mający strategiczne znaczenie szczyt 5179. Przebiegiem akcji grożącej śmiercią żołnierzy jest żywo zainteresowana zaręczona z biznesmenem Manishem Kunj dziennikarka telewizyjna – Romila Dutta.

## Obsada
- Amitabh Bachchan jako pułkownik Sunil Damle
- Hrithik Roshan jako porucznik Karan Shergill
- Preity Zinta jako Romila Dutta
- Om Puri jako Subedar Major Pritam Singh
- Sharad Kapoor jako major Binod Sengupta
- Rajendranath Zutshi jako major Kaushal Verma
- Sushant Singh jako kapitan Jalal Akbar
- Boman Irani jako pan Shergill (ojciec Karana)
- Parmeet Sethi jako major Shahbaaz Humdani (z armii Pakistanu)

## Muzyka i piosenki
Muzykę do filmu stworzyło trio Shankar-Ehsaan-Loy, nagrodzone Nagrodami Filmfare za Dil Chahta Hai, Bunty i Babli, Gdyby jutra nie było, nominowane za film Misja w Kaszmirze. Teksty napisał Javed Akhtar.
| Piosenkę                     | śpiewa                         |
| ---------------------------- | ------------------------------ |
| Main Aisa Kyun Hoon          | Shaan                          |
| Agar Main Kahoon             | Udit Narayan, Alka Yagnik      |
| Kitni Baatein                | Hariharan, Sadhana Sargam      |
| Lakshya                      | Shankar Mahadevan              |
| Kandhon Se Milte Hain Kandhe | Kunal Ganjawala, Vijay Prakash |
| Separation                   | Instrumentalny utwór           |
| Kitni Baatein                | Hariharan, Sadhana Sargam      |
| Victory                      | Instrumentalny utwór           |

## Nagrody Filmfare

### Nominacje do
- Nagrody Filmfare dla Najlepszego Aktora – Hrithik Roshan
- Nagrody Filmfare dla Najlepszego Reżysera – Farhan Akhtar
- Nagrody Filmfare za Najlepszy Scenariusz – Javed Akhtar

### Nagrody
- Nagroda Filmfare za Najlepsze Zdjęcia – Christopher Popp
- Nagroda Filmfare za Najlepszą Choreografię – Prabhu Deva